# Pylaemenes guangxiensis
Pylaemenes guangxiensis – gatunek straszyka z rodziny Phasmatidae i podrodziny Lonchodinae.

## Taksonomia
Gatunek ten opisany został w 1994 roku przez Bi i T. Li jako Datames guangxiensis.

## Opis
Samica osiąga długość do 40 mm. Rozmnaża się partenogenetycznie.

## Rozprzestrzenienie
Straszyk ten wykazany został z chińskich prowincji: Fujian, Guangdong, Hajnan, regionu autonomicznego Guangxi i Hongkongu oraz Japonii.

## Hodowla
Phsamida Study Group nadało mu numer 248. Wśród roślin pokarmowych spożywanych w niewoli wymienia jeżynę fałdowaną i malinę.